# Nahanni Range Road
Nahanni Range Road, appelée aussi Yukon Highway 10, est une route du Yukon au Canada. Elle commence à 110 kilomètres (68 mi) de Watson Lake, au lieu-dit Cantung Junction (aussi appelé Miner's Junction), précisément à la jonction de la Robert Campbell Highway. Elle se dirige ensuite vers le nord-est sur 200 kilomètres (124 mi) jusqu'à une mine de tungstène, passe au travers les montagnes, et suit la rivière Hyland jusqu'à la frontière avec les Territoires du Nord-Ouest au kilomètre 188.
À la suite de la fermeture de la mine, en 1986, la route n'est plus entretenue et le pont sur la rivière Hyland s'effondre plus tard à la suite d'une inondation. Toutefois, en janvier 2002, la mine est rouverte et la route entretenue à nouveau, le personnel de la mine l'utilise d'ailleurs. Son état et l'inexistence de ravitaillement et d'hébergement sur tout son tracé font qu'elle est fortement déconseillée pour un usage touristique.
La section de la route entre Watson Lake et Cantung Jonction faisait autrefois partie de la Yukon Highway 10, avant que soit construite la Yukon Highway 4, dont le tracé a inclus cette portion de la Highway 10, précisément en 1971. 

## Galerie

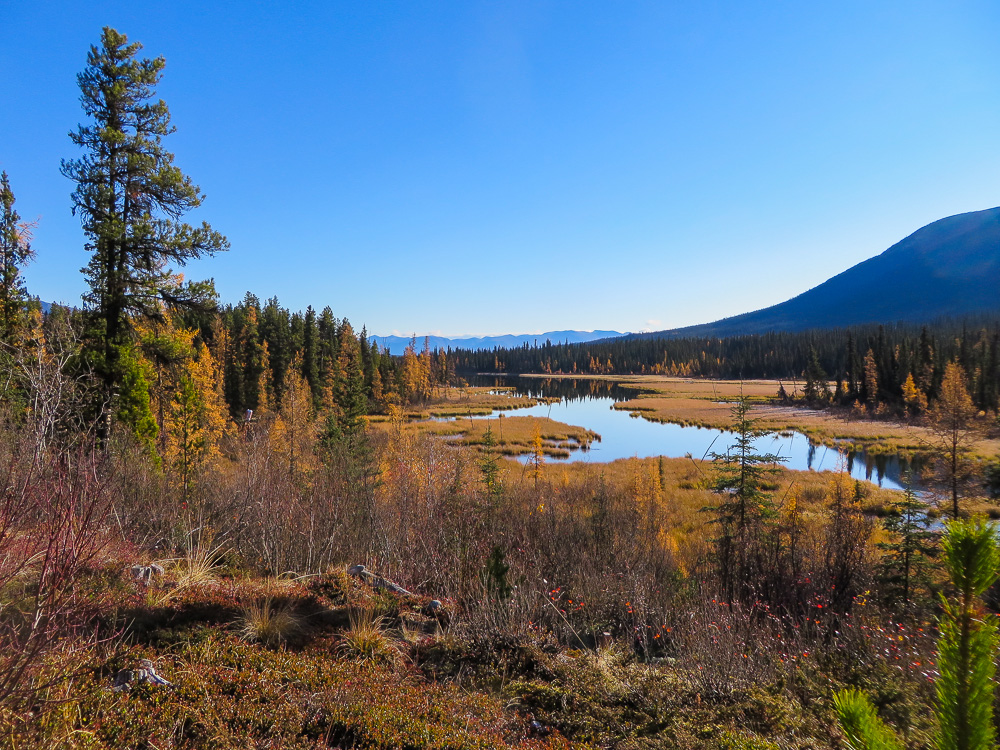
Un étang, vu de la route.
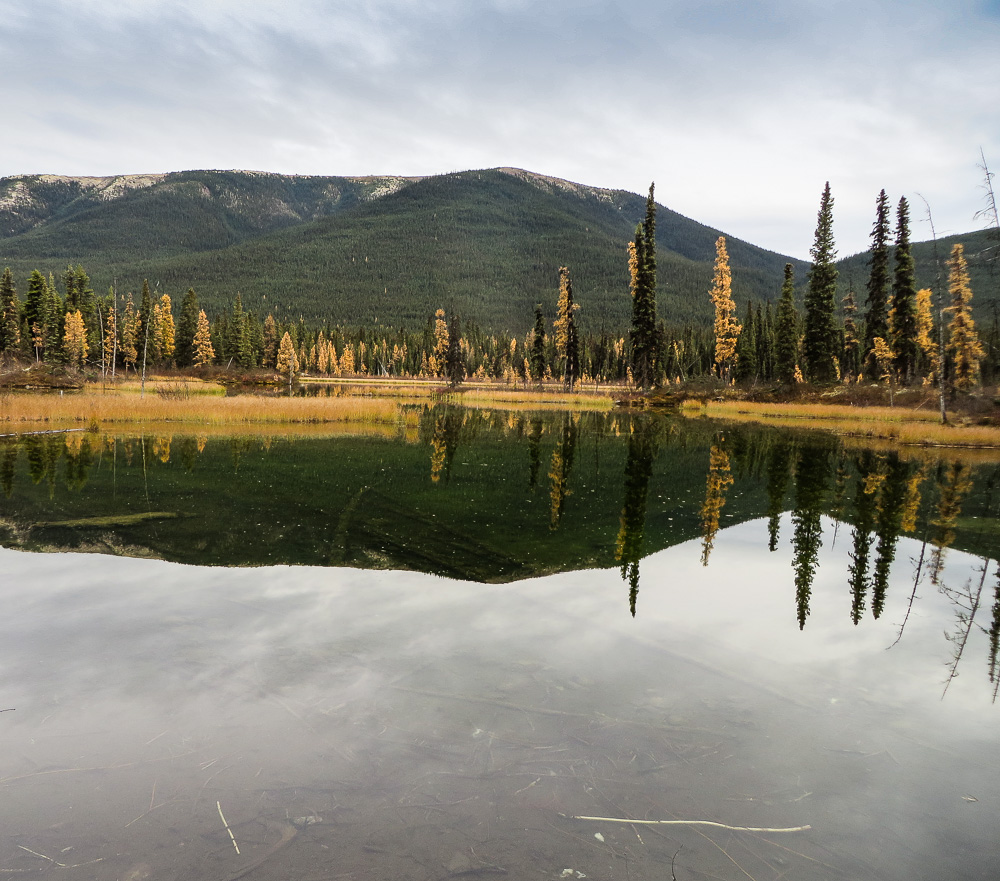
Un deuxième étang, vu de la route.
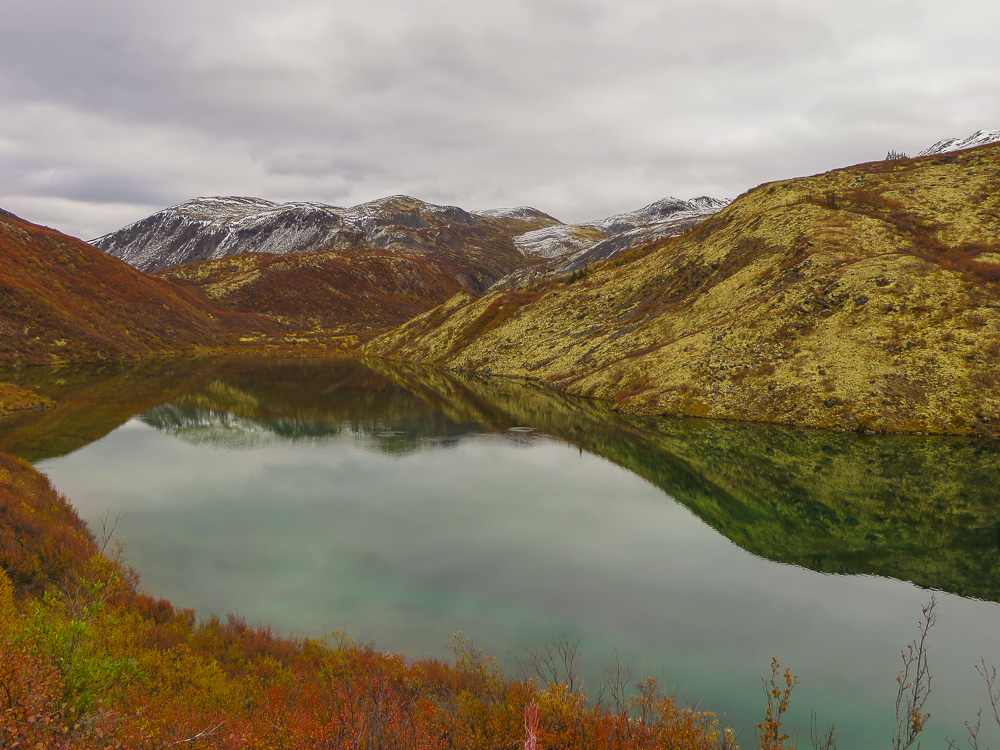
Le lac Beauty, vu de la route.
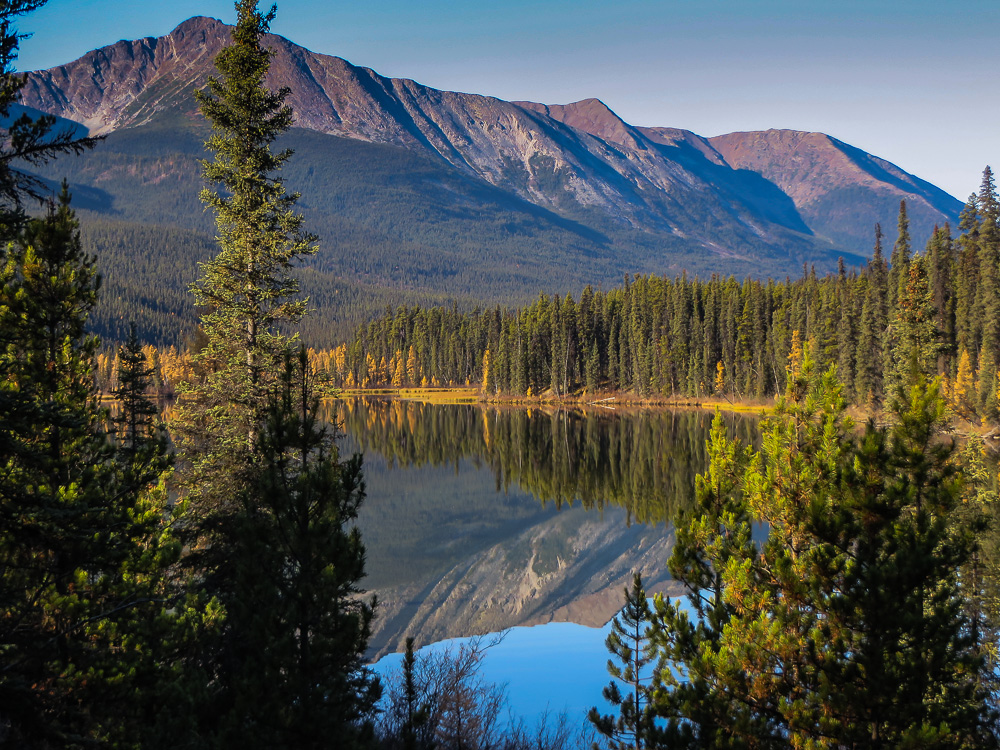
Un lac, vu de la route.
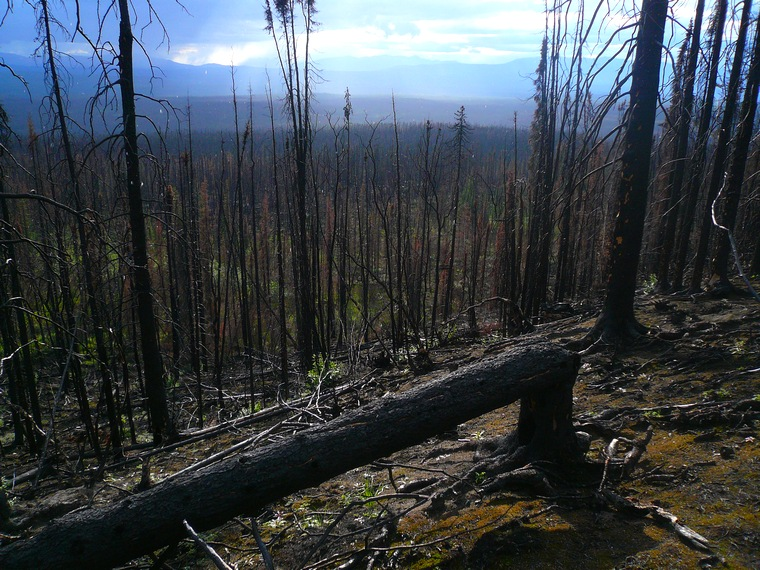
Vue depuis la Nahanni Range Road.